# Cătălin Căbuz
Cătălin Căbuz (Avrig, 18 giugno 1996) è un calciatore rumeno, portiere dell'Hermannstadt.

## Carriera

### Club
Ha esordito in Liga I il 21 luglio 2018 disputando con l'Hermannstadt l'incontro vinto 1-0 contro il Sepsi.

### Nazionale
È stato convocato dalla nazionale Under-21 rumena per partecipare al campionato europeo di calcio Under-21 2019.